# Turcovce
Turcovce (in ungherese Turcóc, in tedesco Turzendorf) è un comune della Slovacchia facente parte del distretto di Humenné, nella regione di Prešov.